# Frankopanska (Záhřeb)
Frankopanska je název pro ulici, která se nachází v hlavním městě Chorvatska, Záhřebu. Spojuje ulici Ilica s Náměstím Chorvatské republiky. Je dlouhá cca 330 m a vede v severo-jižním směru. Pojmenována je podle šlechtické rodiny Frankopanů.

## Historie
Ulice vznikla v místě staré cesty, která byla zaznamenána již na mapách prvního vojenského mapování. V její blízkosti protékal potok. Vytyčena byla roku 1841 při stavbě kostela a přilehlého kláštera. Svůj současný název získala někdy v 19. století a od té doby ji zůstal a nikdy nebyl změněn. První tramvaj (ještě koňka) tudy projela roku 1891.

## Doprava
Frankopanská ulice je rušná městská ulice s třemi jízdními pruhy a tramvajovou tratí.

## Významné budovy
- Konzulát Demokratické republiky Kongo
- Budova Ministerstva financí
- Divadlo Gavella[2]
- Kostel svatého Vincenta (chorvatsky Crkva svetog Vinka)
- Lexikografický ústav Miroslava Krleži
- Univerzita v Záhřebu
- Agentura pro mobilitu a evropské programy EU